# 油麩
油麩（あぶらふ）は、宮城県北部と岩手県南部（一関近郊）の地域で食されている油で揚げた麩のこと。

## 概要
中国の上海料理で用いられる揚げ麩は丸いが、油麩はフランスパンに似て細長い形状をしているのが特徴である。
まず小麦粉に含まれるたんぱく質であるグルテンを練り上げて棒状にし、食用油で揚げる。揚げると膨らんでくるが、このときカッターなどで長軸方向に切れ目を入れて膨らみ方をコントロールし、きれいな細長い形状に作り上げる。
一般的に煮物や味噌汁の具として用いられるが、登米市登米町では「油麩丼」として食する方法が一般に浸透し、名物化している。
油麩のルーツは精進料理である。登米地方では昔、お盆に精進料理を食す風習があった。その精進料理でタンパク源としてグルテンを油で揚げ、コクを持たせた油麩が誕生した。よって、その昔は夏季限定の季節食品であった。また、登米地方では油麩を製造する事業所が数件あり、揚げ方の度合いなどが異なるためそれぞれ個性が違う製品になっている。
なお「仙台麸」の呼称があるが、平成10年に株式会社山形屋商店が仙台麸（せんだいふ）の文字とキャラクターの図柄で出願し、平成11年に商標登録（山形屋商店WEBサイト記載）された商品名であり、現在の仙台市にあたる地域で伝統的に食されていたという記録はない。

## 油麩丼

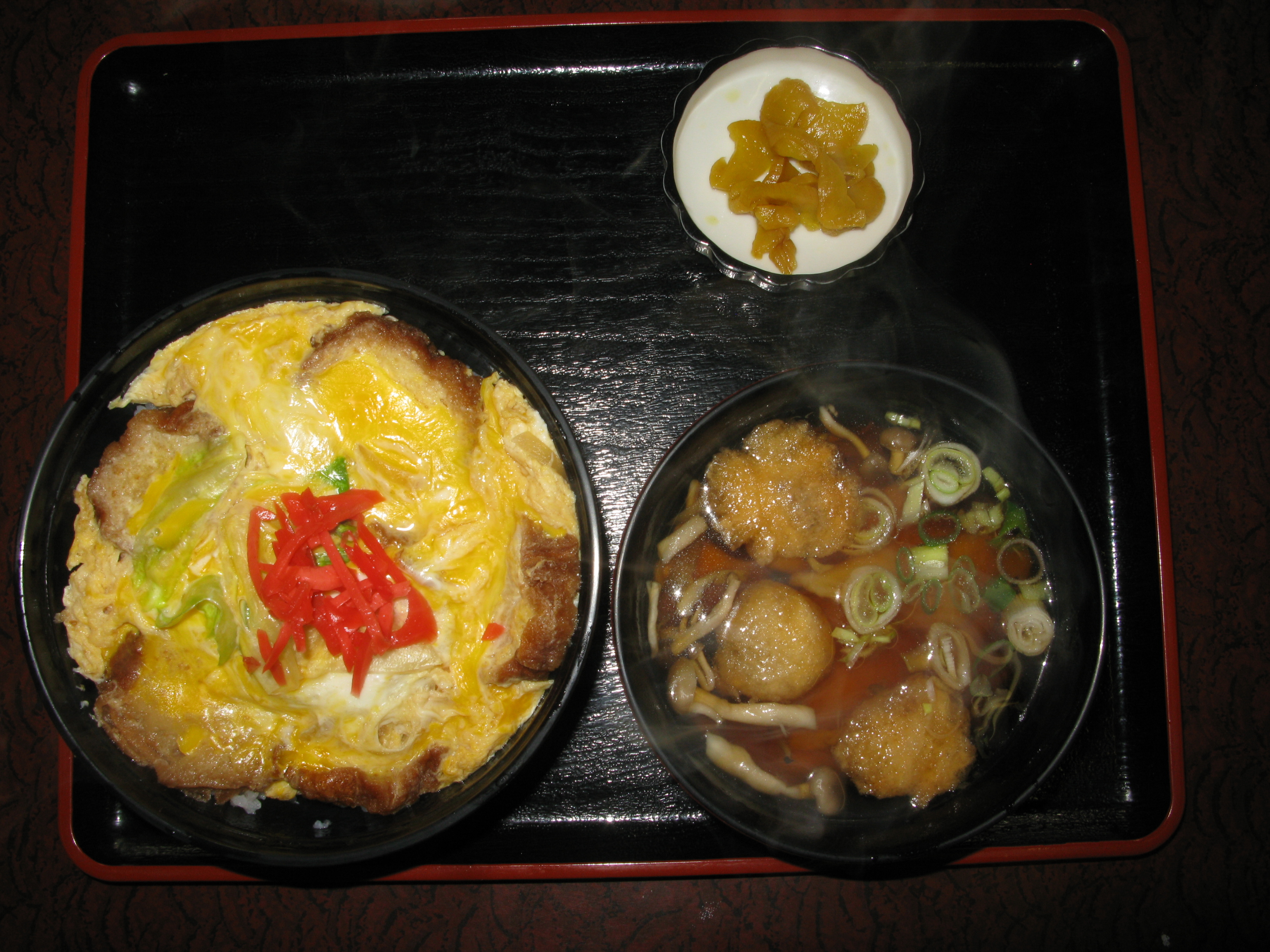
油麩丼（左）とはっと汁。

登米市では、油麩丼（あぶらふどん）と呼ばれる。1980年代に生まれたとされるが、詳細な発祥時期は不明である。当時の登米郡登米町（現在の登米市登米町）町内にある海老紋旅館という旅館内に飲食店部門として併設されている「味処 もん」において、肉を食べられない人のためにカツ丼あるいは親子丼の代わりとして提供し始めたのが最初とされている。その後は、登米町の一般家庭にも浸透していった。
カツ丼のカツの代わりに油麩を使うところ以外は、基本的にカツ丼と作り方が同じであるが油麩がカツより水分を多く吸収するため、だし汁を多めに使用する必要がある。
仙台・宮城デスティネーションキャンペーン（2008年10月1日～12月31日）に合わせて、宮城県内ではご当地グルメを再評価して名物化する動きが見られた。登米市登米町でもはっとと共に油麩丼（仙台麩丼）の名物化が試みられ、2008年（平成20年）11月に「油麩丼の会」が結成され2009年（平成21年）2月25日には、B級グルメの愛Bリーグに宮城県初の正会員として登録された。